# Stefano Okaka
Stefano Okaka Chuka (ur. 9 sierpnia 1989 w Castiglione del Lago) – włoski piłkarz nigeryjskiego pochodzenia, występujący na pozycji napastnika, obecnie bez klubu. W latach 2014-2020 pięciokrotny reprezentant Włoch.
Wychowanek AS Romy, w swojej karierze grał także w takich zespołach jak: Modena, Brescia, Fulham, Bari, Parma, Spezia, UC Sampdoria, RSC Anderlecht, Watford, Udinese Calcio czy İstanbul Başakşehir.